# Ferdinando Gregori
Pour les articles homonymes, voir Gregori.
Ferdinando Gregori (Florence, 1743 — Florence, 1804) est un graveur italien.

## Biographie

### Jeunesse et formation
Fils de du graveur Carlo Gregori et de Gaspara Mugnai, Ferdinando Gregori naît à Florence en 1743.
Il est initié très tôt à la profession de graveur au burin par son père, qui l'instruit dans son atelier. Sa première gravure datée (Portrait de Francesco Cairo) remonte à 1756. Dans sa jeunesse, il collabore avec son père sur de nombreuses œuvres à Florence et à Rome, comme les gravures réalisées entre 1757 et 1758 pour la Calcografia camerale de Rome. Pour cette activité à un si jeune âge, il est rapidement considéré comme l'un des graveurs les plus prometteurs de Florence.

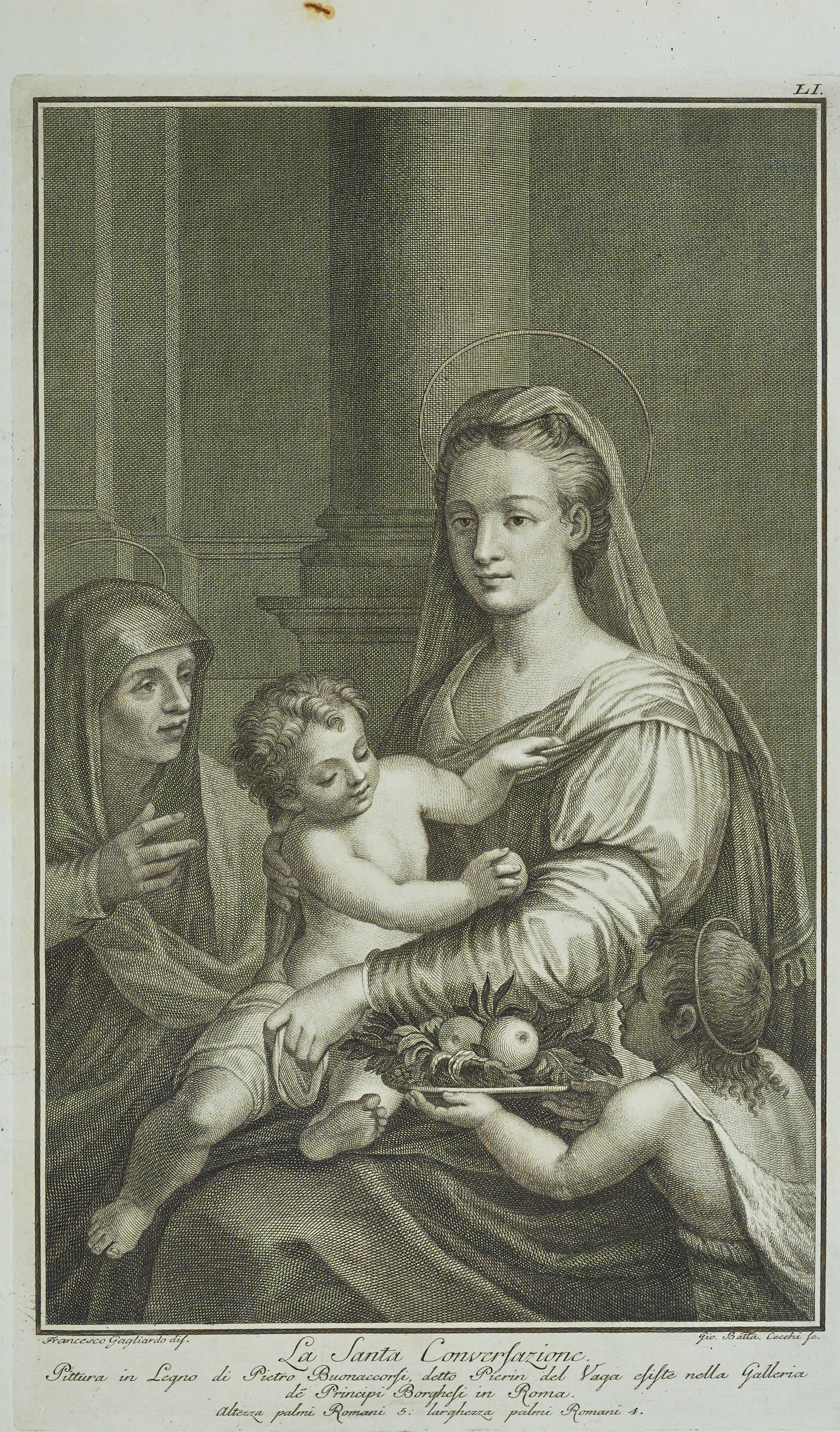
La Santa Conversazione, dans L'Etruria pittrice, ovvero, Storia della pittura toscana (1791).

Gregori fait partie des artistes qui illustrent les volumes des peintures du marquis Andrea Gerini (it). En 1759, il obtient la reconnaissance officielle du cercle des érudits florentins, lorsqu'on lui commande le portrait de son père Carlo, mort le 12 décembre de la même année. En 1760, il obtient une bourse qui lui permet d'aller étudier à Paris, où il entre pendant trois ans dans l'atelier de Jean-Georges Wille, où il réalise des gravures pour différents volumes,.

### Carrière à Florence
Il retourne à Florence le 2 février 1763, lorsque le maréchal Antoniotto de Botta-Adorno de la Régence toscane le nomma maître graveur. À partir de ce moment, Gregori commence une activité prolifique à l'avant-garde de la gravure florentine et de nombreux volumes contenant ses estampes sont imprimés au cours de ces années. Ses collaborations avec ses collègues graveurs Tommaso Arrighetti et l'Anglais Thomas Patch sont importantes.
Ferdinando Gregori meurt à Florence le 1804.
Son frère Antonio Gragori est aussi graveur fu anch'egli incisore.